# Puyvert
Puyvert  ist eine französische Gemeinde mit 842 Einwohnern (Stand 1. Januar 2022) im Département Vaucluse in der Region Provence-Alpes-Côte d’Azur. Sie gehört zum Kanton Cheval-Blanc im Arrondissement Apt.

## Geographie
Puyvert befindet sich im Süden des Départements Vaucluse und ist von den Gemeinden Lauris, Cadenet und Lourmarin umgeben. Nächstgrößere Städte sind Apt im Nordosten (14 km) und Pertuis im Südosten (15 km).
Im Norden der Gemeinde erhebt sich das Gebirge des Luberon mit dem Regionalen Naturpark Luberon, zu dem das Gemeindegebiet gehört. Im Luberon entspringt der kleine Fluss Aigue Brun, der etwas östlich des Dorfzentrums vorbeifließt und weiter  südlich in die Durance mündet. Die Durance bildet auch die südliche Grenze der Gemeinde und die Grenze zum Département Bouches-du-Rhône.

## Verkehr
Südlich des Gemeindezentrums verläuft die D973 auf ost-westlicher Achse. Von ihr zweigt die D943 ab und führt östlich des Gemeindegebietes vorbei ins nördliche Apt. Die D943 ist eine der wenigen Verbindungsstraßen zwischen dem nördlichen und südlichen Luberon.
Parallel zur D973 verläuft die Bahnstrecke Cheval-Blanc–Pertuis, die jedoch seit 1971 nicht mehr für den Personenverkehr geöffnet ist.

## Geschichte
Im Ortsteil Lombarde wurden zwei anthropomorphen Stelen gefunden, die auf die Verbreitung der Lagozza-Kultur am Ende des Neolithikums hinweisen. Im Frühmittelalter gehörte die Gegend zur Abtei Saint-André de Villeneuve-lès-Avignon. Ende des elften Jahrhunderts gründete die Abtei das Priorat Saint-Pierre de Méjean, das bis ins fünfzehnte Jahrhundert hinein angegliedert war. Der erste Grundherr war Raymond de Puyvert Anfang des dreizehnten Jahrhunderts. Nach seinem Tod 1323 ging das Lehnsgut an seine Gattin Bérangère und 1350 an ihre Tochter Doulciane de Puyvert, die mit Guillaume de Villemus verheiratet war. Das Lehen unterstand der Viguerie von Apt und ging im fünfzehnten Jahrhundert von Oraison an das Haus von Cadenet. Darauf folgend wurde die Gegend von Waldensern besiedelt. 1545 rückten Truppen des Aixer Parlamentes unter Führung des Barons Jean Maynier ein und zerstörten das Dorf. 1626 beschloss der Vizegraf von Cadenet eine Neubesiedlung des Ortes.

### Bevölkerungsentwicklung
| Jahr      | 1962 | 1968 | 1975 | 1982 | 1990 | 1999 | 2006 | 2008 | 2018 |
| --------- | ---- | ---- | ---- | ---- | ---- | ---- | ---- | ---- | ---- |
| Einwohner | 152  | 163  | 232  | 297  | 434  | 541  | 691  | 731  | 817  |

## Partnergemeinde
- Ötisheim, Baden-Württemberg

## Sehenswürdigkeiten

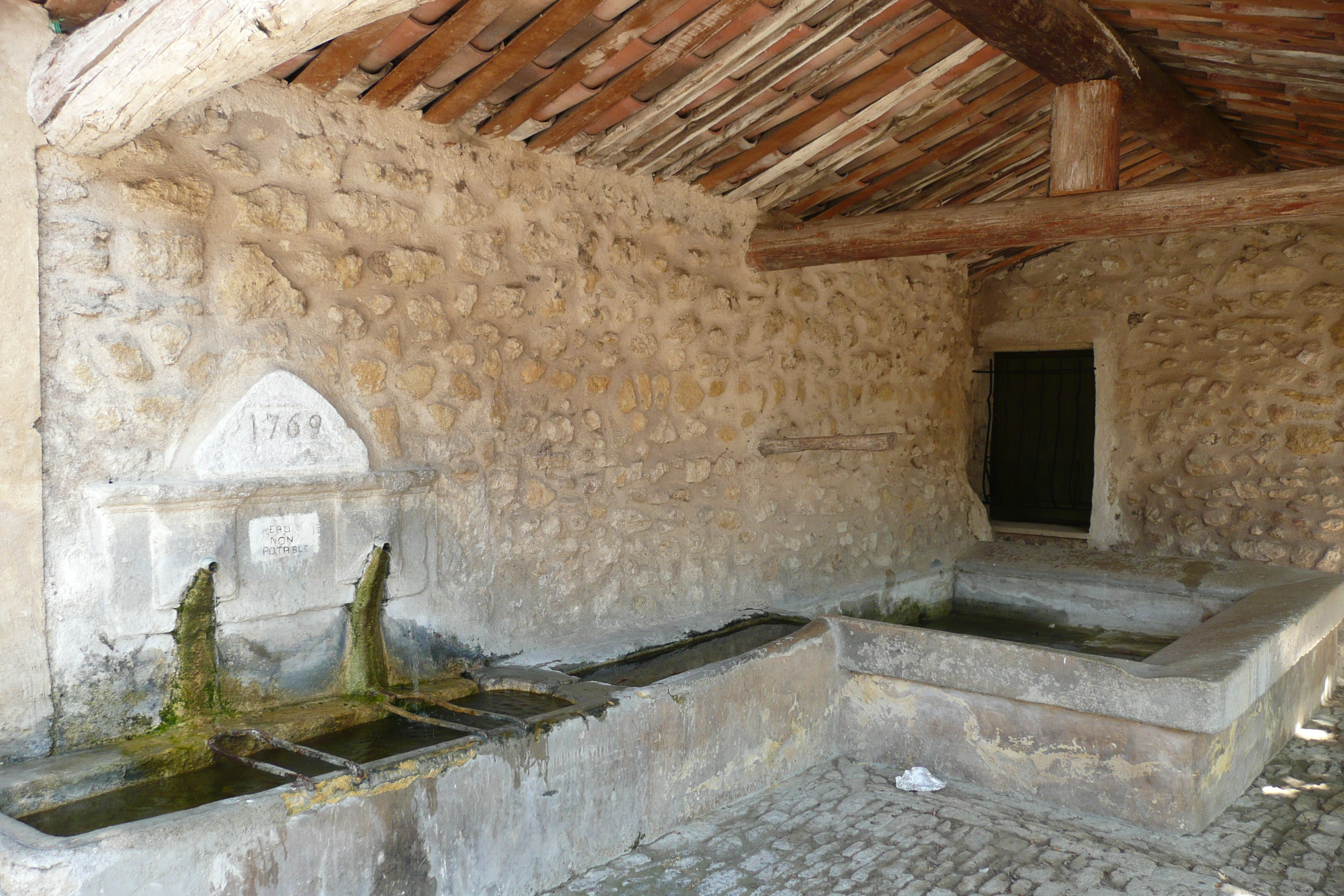
Waschhaus

- Taubenturm: Relikt eines alten Schlosses aus dem 14. Jahrhundert, auf dem Hügel von Jas de Puyvert gelegen. Der Taubenturm wurde im 18. Jahrhundert angelegt und beherbergt insgesamt 3000 Taubennester aus glasiertem Terrakotta. Der Turm wurde 1998 als integraler Bestandteil des Regionalen Naturparks Luberon restauriert.
- Kirche Notre-Dame
- Priorat Saint-Pierre de Méjean
- Wohnhöhlen